# Thy Will Be Done (film 1913)
Thy Will Be Done è un cortometraggio muto del 1913. Il nome del regista non viene riportato nei credit.

## Produzione
Il film fu prodotto dalla Essanay Film Manufacturing Company.

## Distribuzione
Distribuito dalla General Film Company, il film - un cortometraggio di una bobina - uscì nelle sale cinematografiche USA il 28 ottobre 1913. Viene citato in Moving Picture World del 25 ottobre 1913.